# Lãnh thổ Nevada
Lãnh thổ Nevada (tiếng Anh: Nevada Territory hay Territory of Nevada) từng là một lãnh thổ hợp nhất có tổ chức của Hoa Kỳ, tồn tại từ ngày 2 tháng 3 năm cho đến 31 tháng 10 năm 1864 khi nó được phép gia nhập liên bang để trở thành Tiểu bang Nevada.

## Bối cảnh
Trước khi thành lập Lãnh thổ Nevada, khu vực này từng là phần đất phía tây của Lãnh thổ Utah và có tên gọi là Washoe theo tên bộ lạc người bản địa Washoe. Việc phân tách lãnh thổ này ra khỏi Utah thì quan trọng đối với chính phủ liên bang vì cán cân chính trị. Trong khi đó, dân chúng tại đây cũng muốn được tách ra vì sự hiềm thù (và đôi khi có bạo động) giữa người không theo giáo phái Mormons tại Nevada và người theo giáo phái Mormon ở phần còn lại của Lãnh thổ Utah.
Nevada từng bị coi là không đủ dân số cần có để trở thành một tiểu bang. Tuy nhiên, Sắc lệnh Tây Bắc năm 1787 cho phép một lãnh thổ có thể gia nhập liên bang thành một tiểu bang "miễn sao, hiến pháp và chính quyền được thành lập là chính thể cộng hòa, và phù hợp với các nguyên tắc có nói trong các điều khoản này; và xa tới mức độ là nó có thể phù hợp với các lợi ích chung của hợp bang, việc thu nhận (tiểu bang) như thế sẽ có thể được phép vào một thời kỳ sớm hơn, và có thể là khi nó có ít hơn con số 60.000 cư dân tự do trong tiểu bang đó". Một sự ngộ nhận phổ biến là liên bang cần đến các mỏ bạc của Nevada cho các nỗ lực phục vụ chiến tranh, nhưng vì Nevada là một lãnh thổ của Hoa Kỳ (địa vị thấp hơn địa vị tiểu bang) nên Hoa Kỳ có thể lấy các mỏ bạc này khi cần thiết. Một sự ngộ nhận khác nữa là Nevada bị hối thúc gia nhập liên bang vì cuộc bầu cử tổng thống năm 1864 mà Abraham Lincoln cần một số lá phiếu chắc chắn hơn trong đại cử tri đoàn Hoa Kỳ để được tái đắc cử. Sau khi Freemont bỏ cuộc đua, Lincoln thắng vượt trội trước McClellan với tỉ lệ là 212 so với 21 vì thế hai phiếu đại cử tri đoàn của Nevada chẳng là bao nhiêu.
Ranh giới phía đông của Lãnh thổ Nevada được xác định ở kinh tuyến 116 độ Tây nhưng khi vàng được tìm thấy thì ranh giới được dịch chuyển về phía đông. Đại biểu Nevada tại Quốc hội Hoa Kỳ trước đó đã thỉnh cầu ranh giới được di chuyển đến kinh tuyến 115 độ và Quốc hội cho phép điều này vào năm 1862. Ranh giới lại tiếp tục được dịch chuyển xa hơn về phía đông đến kinh tuyến 114 độ vào năm 1864 một phần vì có thêm nhiều mỏ vàng được tìm thấy. Các lần chuyển dịch ranh giới về phía đông đã lấy đi đất đai của Lãnh thổ Utah. Ranh giới phía nam của Lãnh thổ Nevada đã được xác định ở vĩ tuyến 37 độ nhưng vào năm 1866 Nevada yêu cầu quốc hội dịch chuyển ranh giới về phía nam đến sông Colorado. Quốc hội phê chuẩn thỉnh cầu này năm 1867, giúp cho Nevada lấy được tất cả phần đất cực tây của Arizona Lãnh thổ. Arizona cực lực phản đối nhưng nhận được ít sự thông cảm tại quốc hội một phần vì Arizona liên kết với Liên minh miền Nam Hoa Kỳ trong cuộc Nội chiến Hoa Kỳ.
Vị trí chính xác của đường ranh giới bắc-nam California-Nevada, đoạn giữa Hồ Tahoe và điểm hội tụ ranh giới phía nam của Oregon ở vĩ tuyến 42 độ, thì không rõ ràng. Nó được khảo sát và tái khảo sát kỉ càng vào thế kỷ 20.
Quốc hội chuyển một số đất đai phía tây sông Colorado trong đó có Quận Pah-Ute của Lãnh thổ Arizona sang cho tiểu bang Nevada vào ngày 5 tháng 5 năm 1866. Một phần mũi phía nam này được tổ chức thành Quận Clark vào năm 1909. Quận này gồm có thành phố Las Vegas nằm bên trong.
Thủ phủ lãnh thổ được chuyển từ thủ phủ tạm thời Genoa đến Carson City. James Warren Nye kế nhiệm Isaac Roop (thống đốc lâm thời đầu tiên) và trở thành thống đốc lãnh thổ duy nhất. Trưởng lãnh thổ vụ là Orion Clemens, (anh trai của Samuel Clemens, còn được biết với bút hiệu là Mark Twain).